# Magdalenerinnenkloster Naumburg am Queis

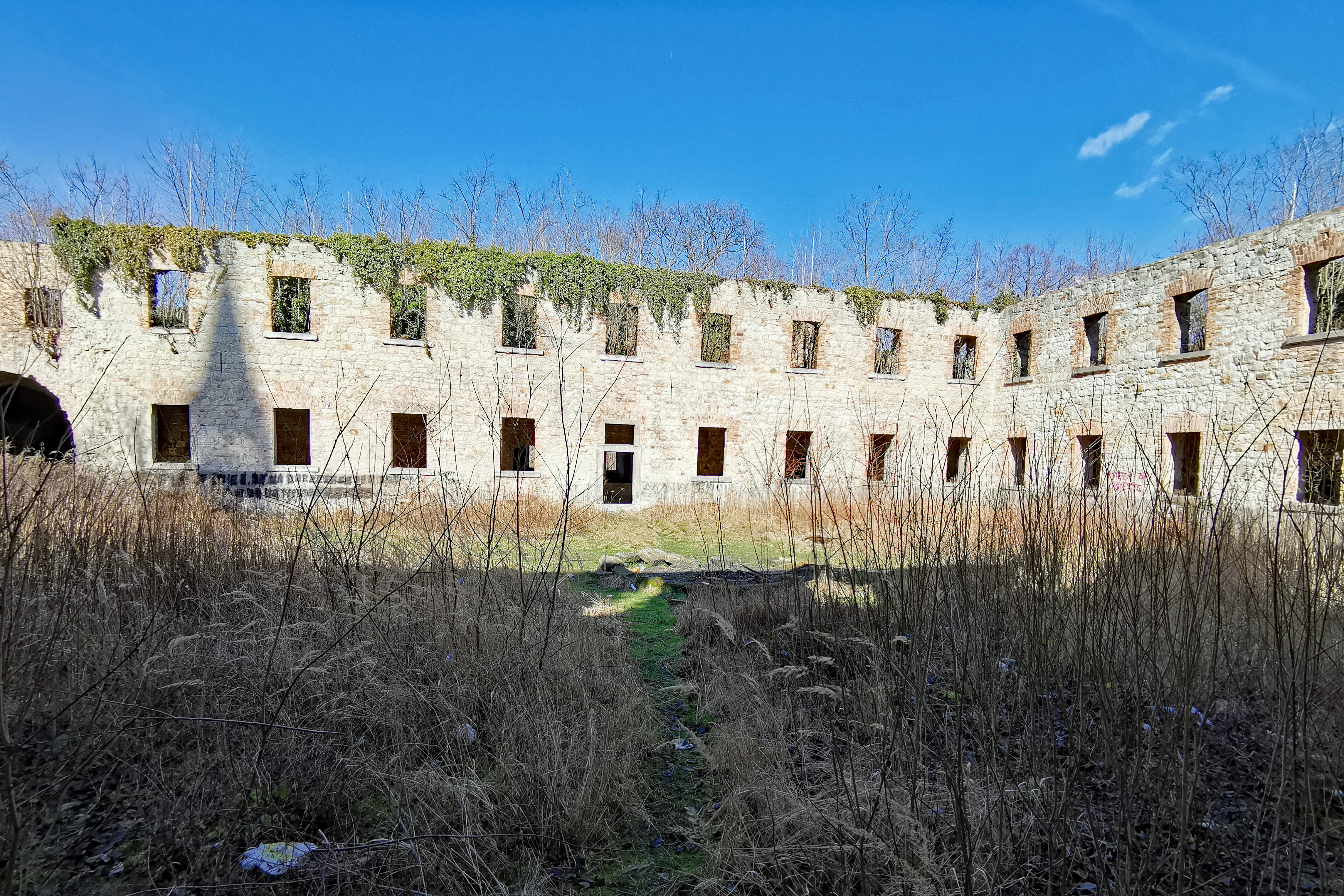
Ruine des ehemaligen Magdalenerinnenklosters

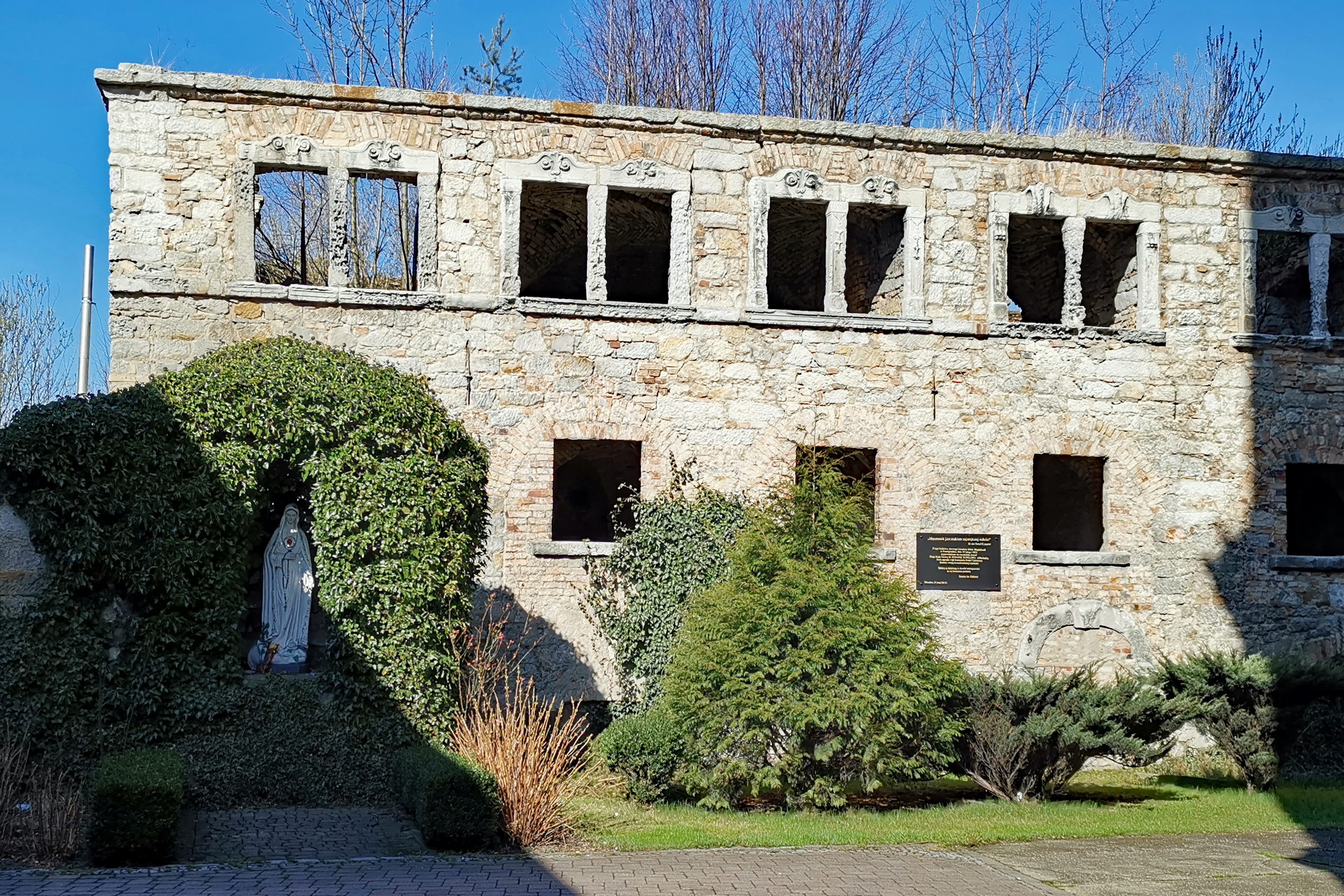
Ruine des ehemaligen Klosters vom Kirchhof St. Peter und Paul aus mit einer Gedenktafel für Schwester M. Rosaria (Elfriede) Schilling (* 1908), die mit Ordensschwestern aus Neisse geflohen war und hier am 23. Februar 1945 zur Märtyrerin wurde.

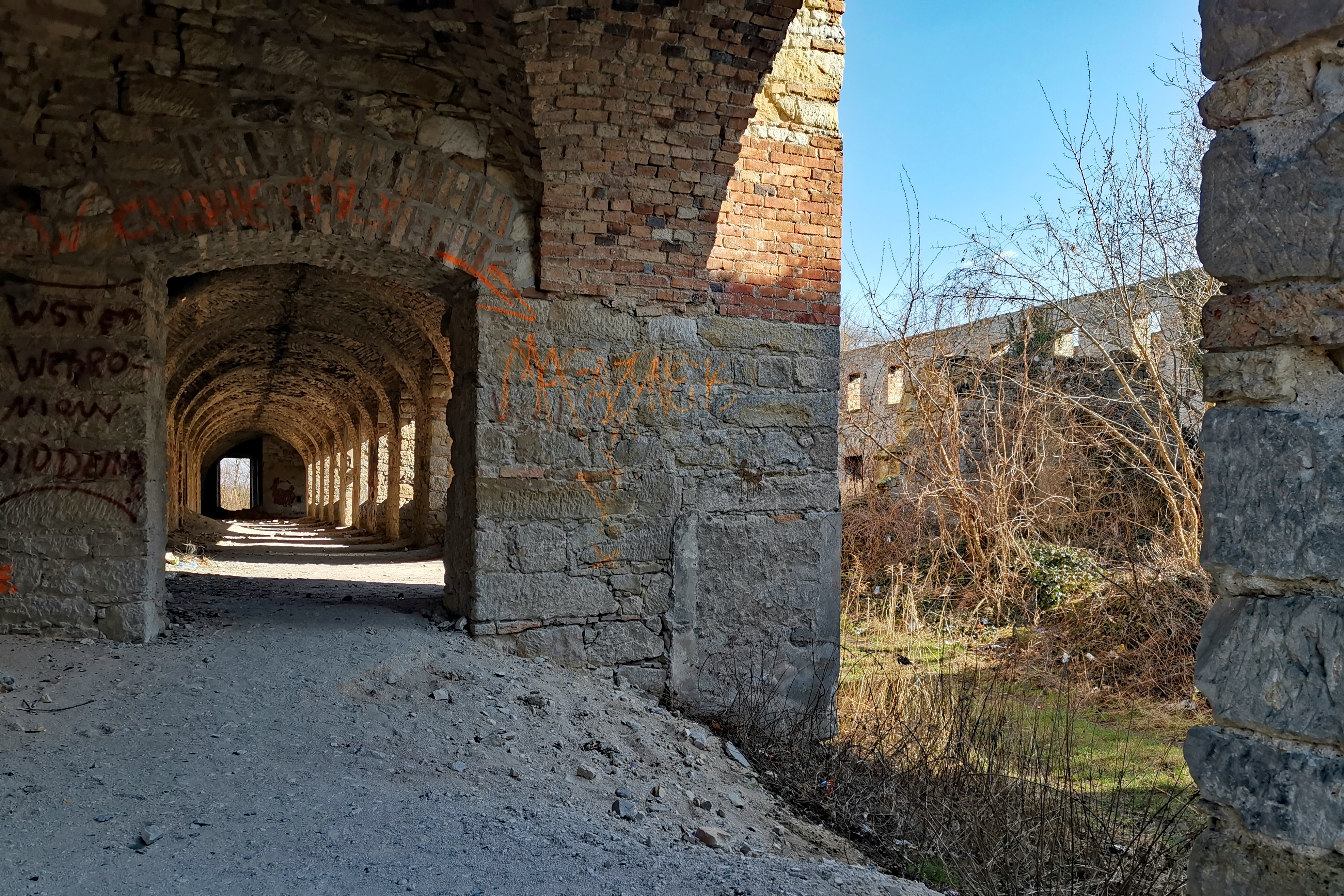
Reste des Kreuzgangs des ehemaligen Magdalenerinnenklosters

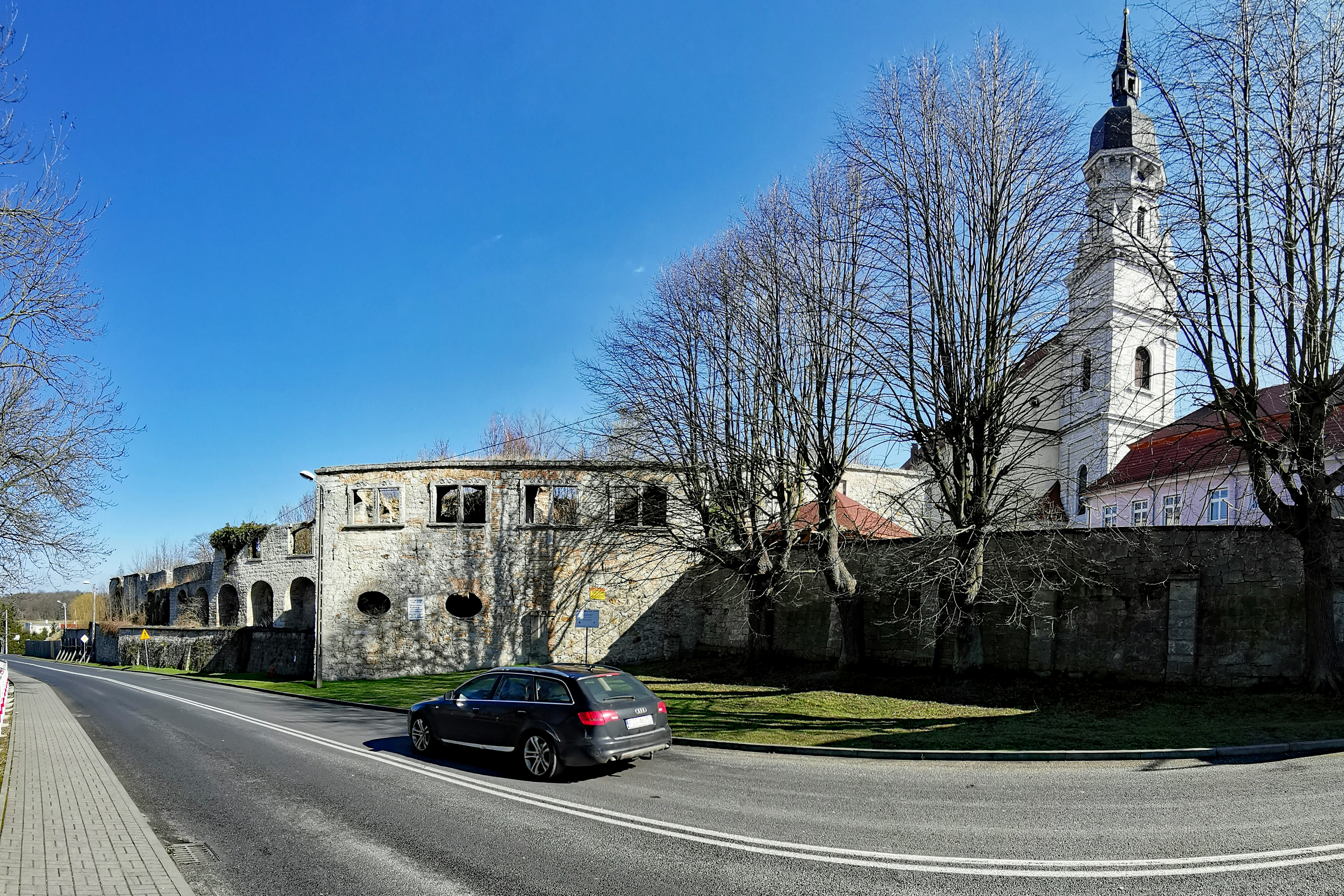
Befestigungsmauer um das Kloster, rechts die Kirche St Peter und Paul, links die Woiwodschaftsstraße 357

Das Magdalenerinnenkloster Naumburg am Queis war ein Kloster der Magdalenerinnen in der schlesischen Kleinstadt Naumburg am Ostufer des Flusses Queis an der Grenze zur Oberlausitz (heute Nowogrodziec in der polnischen Woiwodschaft Niederschlesien). Das älteste Kloster der Magdalenerinnen in Schlesien wurde vor 1247 gegründet und 1810 unter preußischer Herrschaft säkularisiert. Die Gebäude wurden anschließend von verschiedenen Institutionen genutzt, unter anderen von einem Gericht und von einem evangelischen Seminar. Der Klosterkomplex wurde 1945 stark beschädigt und ist noch heute Ruine. Er zählt zu den eingetragenen denkmalgeschützten Objekten in Polen.

## Geschichte
Die Klostergründerin ist einer Legende nach Hedwig von Andechs, die angeblich 1217 von ihrem Ehemann Heinrich I. ein Jagdschloss geschenkt bekam und dort mit fünf Nonnen aus Marseille ein Magdalenerinnenkloster gründete. Belegt ist, dass ihre Enkel, die Herzöge Boleslaw II. und Heinrich III., 1247 ihr Patronatsrecht über die Stadtkirche von Naumburg dem bestehenden Kloster übertrugen. Schon 1289 wurde ein Tochterkloster in Beuthen an der Oder gegründet und 1314 nach Sprottau am Bober verlegt. Ein weiteres Tochterkloster wurde nach einer Stiftungsurkunde von 1320 in Lauban erbaut und zunächst mit Magdalenerinnen aus dem Mutterkloster besetzt. Nach der Reformation blieben von den zahlreichen Klöstern des Ordens nur noch vier übrig: in Schlesien neben dem in Naumburg noch das Magdalenerinnenkloster Sprottau, in der Oberlausitz das Magdalenerinnenkloster Lauban und ein weiteres in Hildesheim. Kurz nach dem Tod der Priorin Maria Aloysia Steinert wurde das Kloster Naumburg 1810 aufgelöst. Es gab zu diesem Zeitpunkt noch eine Subpriorin und 14 Nonnen.
Seit 2022 ist das Kloster im Besitz der Stiftung „Dein Erbe“ (pol. Fundacja Twoje Dziedzictwo), die mit der Restaurierung begonnen hat.

## Klosterbesitz
Seit 1410 gehört der westlich des Queis in der Oberlausitz liegende Ort Ullersdorf zum Klosterbesitz. Bis 1495 wurde auch Naumburg vollständig Eigentum des Klosters. Weitere Klosterorte im schlesischen Herzogtum Liegnitz waren Birkenbrück, Herrmannsdorf, Herzogswaldau, Ober Thiemendorf und Paritz.

## Priorinnen des Klosters von 1528 bis 1810
In Klammern Amtszeit
| - Margaretha von Falkenhain (1528–1543) - Katharina von Metzerode (1549–1563) - Katharina Kretschmer (1563–1577) | - Maria Aloysia Steinert (1789–1810) |